# Санта-Элена-ди-Гояс
Санта-Элена-ди-Гояс (порт. Santa Helena de Goiás) — муниципалитет в Бразилии, входит в штат Гояс. Составная часть мезорегиона Юг штата Гояс. Входит в экономико-статистический микрорегион Судуэсти-ди-Гояс. Население составляет 38 563 человека на 2016 год. Занимает площадь 1141,389 км². Плотность населения — 31,95 чел./км².
Праздник города — 20 октября.

## История
Город основан 14 октября 1943 года.

## Статистика
- Валовой внутренний продукт на 2014 год составляет 944 600,00 реалов (данные: Бразильский институт географии и статистики)[1].
- Валовой внутренний продукт на душу населения на 2014 год составляет 24 735,52 реалов (данные: Бразильский институт географии и статистики)[1].
- Индекс человеческого развития на 2010 год составляет 0,477 (данные: Программа развития ООН)[2].

## География
Климат местности: тропический, умеренный.